# Privilège relatif au litige
En droit de la preuve canadien, le privilège relatif au litige est un type de communication privilégiée qui sert à protéger toute communication qui devra servir en vue d'un litige, y compris certaines communications avec des experts et d'autres tiers. L'information concernée par ce privilège ne pourra donc pas être divulguée lors d'une procédure. 

## Distinction avec le secret professionnel de l'avocat
Comme le privilège avocat-client (ou secret professionnel de l'avocat), il empêche la divulgation forcée d'informations ; il s'agit d'un privilège générique de common law, ce qui signifie qu'il n'a pas besoin d'une loi pour trouver application. D'autre part, le privilège avocat-client et le privilège relatif au litige ne peuvent être mis à l'écart que par une disposition claire.
Le privilège relatif au litige est cependant distinct du secret professionnel de l'avocat car il inclut les communications avec les experts et d'autres tiers sur des questions stratégiques. Il a donc une portée plus large quant aux personnes concernées. Cependant, quant à la portée temporelle, il ne dure que le temps du litige et nécessite l'existence de celui-ci, contrairement au secret professionnel qui dure toujours et qui existe à chaque fois qu'un client consulte un avocat afin que s'établisse une relation de confiance entre ceux-ci. Le privilège relatif au litige est une création de la jurisprudence qui vise à favoriser l'efficacité du processus contradictoire, cela est opposable aux tiers et permet aux parties de préparer leur dossier en privé.

## Distinction avec les devoirs de confidentialité et de discrétion
Le privilège relatif au litige est aussi distinct du devoir de confidentialité (art. 60 du Code de déontologie des avocats (CDA), art. 17 du Règlement sur la comptabilité et les normes d'exercice professionnel des avocats (R.c.n.e.p.a.)) dans la déontologie professionnelle québécoise. La confidentialité concerne toutes les informations qui ne sont pas nécessaires pour exécuter le mandat, tels que les renseignements relatifs aux affaires d'un client et aux activités du client appris pendant l'existence d'une relations professionnelle. 
Le devoir de discrétion (art. 20 CDA) découle de l'obligation de loyauté et il est encore plus large que le devoir de confidentialité car il vise les communications du client non couvertes par celui-ci. Cela peut inclure des informations obtenues avant la naissance de la relations professionnelle ou après la fin de celle-ci, ainsi que des informations purement personnelles du client qui ne concernent pas les affaires et les activités du client, comme ses problèmes conjugaux ou ses problèmes de santé.

## Application au Québec
Malgré ses origines dans la common law, le privilège relatif au litige s'applique à l'ensemble des provinces, y compris le Québec, d'après l'arrêt Lizotte c. Aviva, Compagnie d’assurance du Canada.

## Annexe